# Япрынцево
Япрынцево — село в Переволоцком районе Оренбургской области, административный центр Япрынцевского сельсовета.

## География
Находится на расстоянии примерно 19 км по прямой от районного центра поселка Переволоцкий на север-северо-восток.

## История
Основано в 1831 году переселенцами из села Кирсановка Новохоперского уезда Воронежской губернии. Изначальное название Крутодол, после смерти главы переселенцев Сергея Михайловича Япрынцева переименовано в его честь.

## Население
Население составляло 570 человек в 2002 году (87 % — русские), 562 — по переписи 2010 года.